# Teufelsgrund (Lohmen, Sächsische Schweiz)
Der Teufelsgrund ist eine Schlucht in der Sächsischen Schweiz bzw. dem Elbsandsteingebirge, auf dem Gebiet der Gemeinde Lohmen, nördlich von Stadt Wehlen. Er ist benannt nach der benachbarten Teufelskammer und beinhaltet die Teufelskammer, die Teufelsschlüchte und die durchgehbare Heringshöhle. Im Teufelsgrund gibt es selten fließendes Wasser und kein namentlich benanntes Gewässer. Mit Grund werden in der Sächsischen Schweiz derartige enge Täler bezeichnet, unabhängig davon, ob aktuell Fließgewässer darin bestehen oder nicht.
Der Teufelsgrund ist ein Nebental des Wehlener Grunds, der sich zum Durchbruchstal der Elbe öffnet.

## Motiv in Kunstwerken
Im Gegensatz zum benachbarten Uttewalder Grund sind keine Werke bekannt, die sich offensichtlich oder bekanntermaßen auf den Teufelsgrund oder hiesige Motive beziehen. Der Malerweg, ein Fernwanderweg zu Orten, die in Gemälden verschiedener Künstler dargestellt werden, verläuft daran vorbei.

## Flora und Fauna
Der Teufelsgrund ist eines der typischen schluchtartigen Täler des Elbsandsteingebirges. Der Naturraum wird vom Wechselspiel von Talgrund und Felswänden beeinflusst. Das tiefe und teils canyonartige Tal ist strahlungs- und windgeschützt. Da die Talsohle kaum oder nur kurz Sonneneinstrahlung erhält, herrscht hier ein feucht-schattig-kühles Klima (Sommer) bis mildes Klima (Winter) vor. Die Temperaturunterschiede zwischen Sommer und Winter sowie zwischen Tag und Nacht sind vergleichsweise gering.
Im Gegensatz zum feucht-kühlen Talgrund mit Kellerklima stehen die oberen Felsränder des Tales, die v. a. in südexponierter Lage deutlich mehr Sonneneinstrahlung erhalten und als warm-trockene Lagen anzusprechen sind.
In der Vegetation dominieren Pflanzengesellschaften, die feucht-schattige Gründe bevorzugen. Im Baumbestand der Talsohle finden sich v. a. Laubbäume wie Eschen, Berg-Ahorn, Spitzahorn, Winterlinde, Stieleiche und Bergulme. Die Steilhänge und Felspartien werden hingegen von Kiefern und Birken (besonnte Lagen) bzw. Fichten (schattige Lagen) dominiert. Hinzu kommt an Baumrinden und feuchten Felspartien eine artenreiche Moosvegetation sowie gelbe Schwefelflechten und andere Flechtenarten, die auch Anzeiger für gute Luftqualität sind.

## Naturschutz
Der Teufelsgrund ist Bestandteil des 1990 gegründeten Nationalparks Sächsische Schweiz und liegt an dessen nördlichem Rand.

## Tourismus und Kartenmaterial
Im Uttewalder Grund verläuft der Malerweg. Benachbart ist der Zscherregrund und der weniger eindrucksvolle Wehlener Grund, wo es Wanderwege zur Bastei und auf die benachbarten Ebenheiten gibt.
In der OpenTopoMap sind Felsen und Wege detailliert dargestellt, was die Orientierung erleichtert.

## Bewertung
Lars Reichenberg gibt auf outdooractive.com den Hinweis: „Unbedingt den abenteuerlichen Rundweg durch den Teufelsgrund mit den Teufelsschlüchten und der Teufelskammer begehen.“